# Božidar Štemberger
Božidar Štemberger, slovenski policist, * 19. februar 1966, Postojna.
Poklicno pot policista je po končani Šoli za miličnike v Ljubljani leta 1984 začel na Policijski postaji Sežana, na Policijskem oddelku Kozina, od koder je bil kasneje premeščen na Postajo mejne policije Kozina.
Leta 1992 je postal namestnik komandirja Postaje mejne policije Jelšane, leto kasneje pa namestnik komandirja Policijske postaje Ilirska Bistrica. Od leta 1996 do leta 2007 je vodil Policijsko postajo Ilirska Bistrica, nato pa je prevzel vodenje Sektorja uniformirane policije na Policijski upravi Postojna.
1. aprila 2008 je postal direktor Policijske uprave Koper.
Ob delu je končal študij na Pravni fakulteti v Mariboru. Je vojni veteran in član različnih stanovskih združenj. Za delo v organih za notranje zadeve in za prispevek k razvoju in krepitvi varnosti je prejel bronasti in srebrni znak zaslug za varnost.